# Туристична секція
Туристична секція — первинна ланка організації громадської туристської діяльності. Створюється при колективах фізичної культури підприємств, установ, навчальних закладів. 
Основні функції: залучення населення до туризму та інших видів фізичної культури; організація походів вихідного дня та тривалих подорожей; організація туристських змагань; підготовка туристських громадських кадрів та активу, спортсменів; раціональне використання туристського інвентарю та спорядження, а також асигнувань, що виділяються на туристську роботу тощо.